# Observatori de la Muntanya Porpra
L'Observatori de la Muntanya Porpra (en xinès: 紫金山天文台; pinyin: Zĭjīnshān Tiānwéntái: 紫金山天文台, xinès: 紫金山天文台; pinyin: Zĭjīnshān Tiānwéntái: xinès: 紫金山天文台; pinyin: Zĭjīnshān Tiānwéntái), també conegut com a Observatori Astronòmic Zijinshan, és un observatori astronòmic localitzat a la Muntanya Porpra, a Nanquín, Xina.
El director de l'observatori que més temps ha romàs en el lloc des de la seva creació va ser (de 1950 a 1984), Zhang Yuzhe (张钰哲) (I. C. Chang).
L'observatori va descobrir els cometes periòdics 60P/Tsuchinshan i 62P/Tsuchinshan, i el no periòdic C/1977 V1 (Tsuchinshan), també conegut com a Cometa 1977 X.
Des d'allí han estat descoberts nombrosos asteroides, incloent els troià: (2223) Sarpèdon, (2260) Neoptòlem, (2363) Cebriones, (2456) Palamedes, igual que l'epònim (3494) Muntanya Porpra.